# Inge Stolten

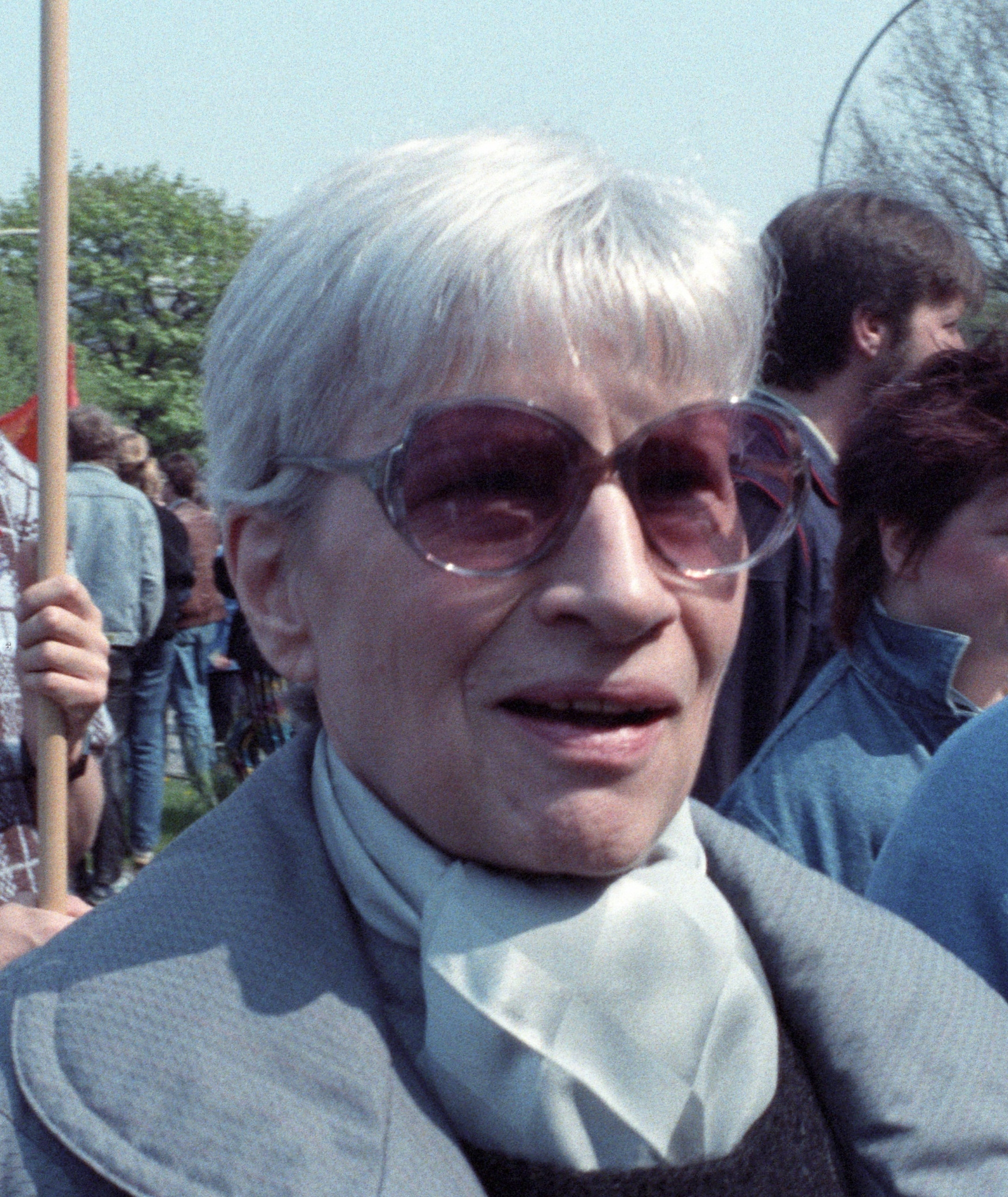
Inge Stolten auf einer 1.-Mai-Demonstration in Hamburg

Inge Louise Stolten (* 23. März 1921 in Hamburg; † 4. Mai 1993 ebenda) war eine deutsche Schauspielerin, Schriftstellerin, Journalistin und Politikerin. Während der NS-Zeit gehörte sie dem passiven Widerstand im Umkreis der Weißen Rose Hamburg an. Durch eine Tuberkuloseerkrankung als Schauspielerin berufsunfähig, veröffentlichte sie ab 1956 zahlreiche Schriften und Rundfunkbeiträge zu verschiedenen gesellschaftspolitischen Themen sowie autobiographische Werke. Sie war die Großnichte von Otto Stolten und zweite Frau von Axel Eggebrecht.

## Leben

### Kindheit und Jugend in Hamburg
Inge Stolten wurde als Tochter des ungelernten Arbeiters Louis Stolten und der Reinigungskraft und ehemaligen Straßenbahnfahrerin Frieda Stolten (geb. Clasen) in Hamburg geboren. Sie wuchs in ärmlichen Verhältnissen im Stadtteil St. Georg auf, wo sie mit den Eltern und dem drei Jahre jüngeren Bruder in einer Hinterhauswohnung lebte. Sie entstammte einer „alten sozialdemokratischen Familie“, ihr Großonkel Otto Stolten war der erste sozialdemokratische Bürgermeister Hamburgs.
Den Vater, der durch Multiple Sklerose fortschreitend gelähmt war, beschrieb sie später als den prägenden Elternteil. Louis Stolten war aktives SPD-Mitglied und autodidaktisch breit gebildet. Er war mit dem Neurologen Max Nonne befreundet, der ihn kostenlos behandelte. Als die Krankheit sich dennoch nicht aufhalten ließ, beging der Vater 1931 im Alter von 41 Jahren mit der Hilfe eines anderen Patienten im Krankenhaus Selbstmord durch eine Überdosis Schlaftabletten. Durch seine freigeistige Erziehung hatte Inge Stolten sowohl eine oppositionelle Haltung zum aufkommenden Nationalsozialismus als auch einen unbedingten Aufstiegswillen entwickelt: „Ich wußte, was ich wollte, ich wollte heraus aus dem Hinterhof“.
Nach dem Willen des verstorbenen Vaters ging sie 1934 von der Volksschule in St. Georg auf die Aufbauschule in Eimsbüttel über, die 1933 von Gerhart-Hauptmann-Schule in Richard-Wagner-Schule umbenannt worden war. Hier legte sie Ostern 1939 ihr Abitur ab. Die Schule, die von einem liberalen Geist geprägt war, wurde im selben Jahr von den Nationalsozialisten geschlossen.
Um sich ein Studium zu ermöglichen, meldete sich Inge Stolten zum Reichsarbeitsdienst, der mit Beginn des Zweiten Weltkriegs über die geplante Dienstzeit hinaus verlängert wurde. Wegen offen kritischer Äußerungen wurde sie in die Festung Dömitz strafversetzt und im Dezember 1939 als „politisch unzuverlässig“ entlassen, weswegen sie die Entlassungspapiere nicht zur Einschreibung an der Universität verwenden konnte: „Mit dem Studium war es vorbei“.

### Zweiter Weltkrieg und frühe Nachkriegszeit: Schauspielerin und Rundfunksprecherin
Anstelle des geplanten Lehramtsstudiums entschied sich Stolten für eine Ausbildung zur Schauspielerin, die sie nach Bestehen der Aufnahmeprüfung im Mai 1940 an der Schauspielschule des Hamburger Schauspielhauses begann. Während der Ausbildung spielte sie kleinere Rollen in Produktionen des Theaters und erhielt nach Abschluss 1942 ein Engagement am Schauspielhaus. Im Sommer 1942 übernahm sie beim Kriegsmarine-Fronttheater Ost III anstelle einer erkrankten Kollegin die Rolle der Luise in Schillers Kabale und Liebe und reiste nach Königsberg und an die Front in den baltischen Staaten.
Zur Spielzeit 1942/1943 kehrte sie nach Hamburg zurück und stand unter anderem in Donna Diana von Agustín Moreto und Idothea von Hans Leip sowie in dem NS-Propagandastück Das Dorf bei Odessa des späteren erfolgreichen Kriminalfilmautors Herbert Reinecker („Derrick“) auf der Bühne. In dieser Zeit traf sie sich regelmäßig mit mehreren befreundeten Mitgliedern der, erst später so genannten, Weißen Rose Hamburg, vor allem mit dem 1945 hingerichteten Hans Leipelt, mit Karl Ludwig Schneider und ihrer ehemaligen Mitschülerin Dorothea Zill. Stolten nahm nach eigener Aussage auch an Sitzungen des Musenkabinetts teil. Im Juli 1943 lebt sie gemeinsam mit Dorothea Zill und anderen Regimegegnern in Berlin im Keller einer Villa. Anschließend brach sie jedoch erneut an die Front auf, um bis Oktober am Theater der Nationalsozialistischen Gemeinschaft Kraft durch Freude in Minsk zu spielen. Dadurch entging sie den verheerenden Bombenangriffen im Feuersturm von Hamburg. In Minsk wurde sie Zeugin der Unterdrückung, Ghettoisierung und Ermordung deportierter Juden und der Rassepolitik des Gauleiters Wilhelm Kube. Sie trat im propagandistisch verwerteten Kaufmann von Venedig auf.
Nach ihrer Rückkehr nach Hamburg und einer überstandenen Hepatitis-Infektion meldete sie sich erneut zur Truppenbetreuung und spielte an wechselnden Truppenstandorten in Deutschland.
Als durch einen Erlass Goebbels’ am 1. September 1944 alle Theater geschlossen und die Schauspieler eingezogen wurden, wurde sie zur Ausbildung als Flakhelferin in eine Kaserne in Rendsburg abkommandiert. „Unwahrscheinliches Glück“ und geschauspielerte Schwächeanfälle führten dazu, dass der zuständige Arzt sie aus gesundheitlichen Gründen entließ. Anschließend tauchte sie in der Umgebung von Hamburg in einer leerstehenden Jagdhütte von Bekannten unter. Als Hamburg kurz vor der bedingungslosen Kapitulation im Mai 1945 zur offenen Stadt erklärt wurde, kehrte sie in die Stadt zurück.
Die letzten Kriegsmonate hatte sie dazu genutzt, ihr Schulenglisch aufzubessern, so dass sie gleich nach ihrer Rückkehr als Dolmetscherin für die britischen Besatzer arbeiten konnte. Außerdem gab sie Nachhilfeunterricht in Englisch, unter anderem dem Direktor der Hamburger Staatsoper, Albert Ruch. Dieser vermittelte sie an den britischen Soldatensender British Forces Network, wo sie illegal – denn deutsche Schauspieler durften nicht beschäftigt werden – als Hörspielsprecherin und Moderatorin arbeitete.
1946 wurde sie unter Schauspieldirektor Bernhard Minetti für zwei Jahre ans Neue Stadttheater Kiel engagiert, wo sie in Shakespeares Wie es euch gefällt und in Carl Zuckmayers Des Teufels General spielte. Es folgten wechselnde Engagements und ab 1952 verschiedene Auftritte am Jungen Theater (heute Ernst Deutsch Theater) in Hamburg, unter anderem in „Die heilige Flamme“ von W. Somerset Maugham. Ab 1954 trat sie auch wieder an ihrer Ausbildungsstätte auf, dem Deutschen Schauspielhaus, so in Kleists Penthesilea und Schillers Die Räuber.
1956 spielt sie auch an der Landesbühne Schleswig-Holstein in Rendsburg
die Amalia in Die Räuber.
Zudem arbeitete sie beim NWDR als Hörspiel- und Synchronsprecherin und übernahm erstmals auch kleinere Rollen in Fernsehspielen.
1954 lernte sie den 22 Jahre älteren Schriftsteller und NWDR-Mitbegründer Axel Eggebrecht kennen, der ihr Lebensgefährte und später ihr Ehemann wurde.

### Krankheit und Berufswechsel: Schriftstellerin und Journalistin
Im Mai 1956 wurde bei Stolten eine offene Tuberkulose diagnostiziert. Nachdem sie zunächst versucht hatte, die Krankheit geheim zu halten und die Kaverne ambulant behandeln zu lassen, um ihren Beruf nicht aufgeben zu müssen, ließ sie sich im November 1956 ins Lungensanatorium in Mölln einweisen.
Nach acht Monaten aus dem Sanatorium entlassen, durfte sie wegen der zu großen Lungenbelastung nicht mehr als Schauspielerin arbeiten, was sie jedoch im Rückblick als Vorteil empfand: „Die Krankheit erweist sich als Glücksfall. Aus dem Sanatorium werde ich als,berufsunfähig‘ entlassen, um irgendetwas zu tun, fange ich an zu schreiben, und bin selbst völlig überrascht, daß ich es kann. Ich habe einen neuen Beruf.“
In den Folgejahren arbeitete sie als Journalistin und Publizistin für Radio und Fernsehen. Vor allem für den Hörfunk schrieb sie zahlreiche Features und Glossen zu verschiedensten gesellschaftspolitischen Themen sowie eine große Anzahl an Rezensionen.
Ihre Erfahrungen im Sanatorium verarbeitete sie anonymisiert in ihrem 1970 veröffentlichten Roman Das Tagebuch der Jutta S. (siehe unter Autobiographisches Werk). Es ist ihr einziger veröffentlichter Roman – das Manuskript zu einem Roman über den Neumünsteraner Textilkaufmann Hermann Marsian blieb unvollendet.
Statt belletristischer Arbeiten standen nun Sachbücher mit politischem Impetus im Vordergrund. Sie publizierte mehrere, meist autobiographisch gefärbte, Beiträge zur Aufarbeitung der NS-Zeit. Gemeinsam mit dem Journalisten Thomas Ayck, der ebenfalls beim NDR arbeitete, veröffentlichte sie 1979 die Streitschrift Kinderlos aus Verantwortung. Das Thema gewollte Kinderlosigkeit beschäftigte sie auch noch in Rundfunkbeiträgen sowie in der Neuauflage des Buches von 1988.
Am 12. Februar 1982 heiratete sie Axel Eggebrecht in Hamburg, nachdem beide lange einer Hochzeit skeptisch gegenübergestanden hatten: „Wichtiger als ein Gang zum Standesamt ist eines Tages der Entschluß, uns von den Büchern zu trennen, die wir doppelt besitzen“.

### Die letzten Jahre: Politikerin in Hamburg

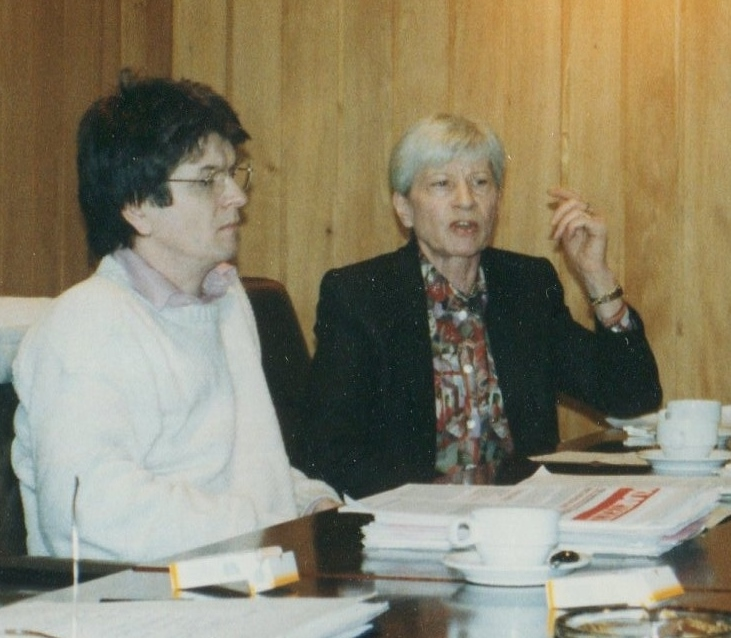
Inge Stolten mit Gewerkschafts-Jurist Wolfgang Kraider

Nach dem Mauerfall trat Stolten 1990 in die SED-Nachfolgepartei PDS ein. Ihre Motivation war dabei die ihrer Ansicht nach unangemessene Behandlung der DDR im Zuge der Wiedervereinigung: „Ich war noch nie in einer Partei. Aber dieses Überrollen der DDR hat mich dazu veranlaßt, politisch aktiv zu werden“. Sie hoffte, die PDS könne einen ähnlichen Einfluss auf die etablierten Parteien ausüben wie zuvor die Grünen. Zudem fürchtete sie nationalistische Bestrebungen: „Ich habe einfach Angst und Sorge, daß wir hier wieder ein neues Großdeutschland bekommen“.

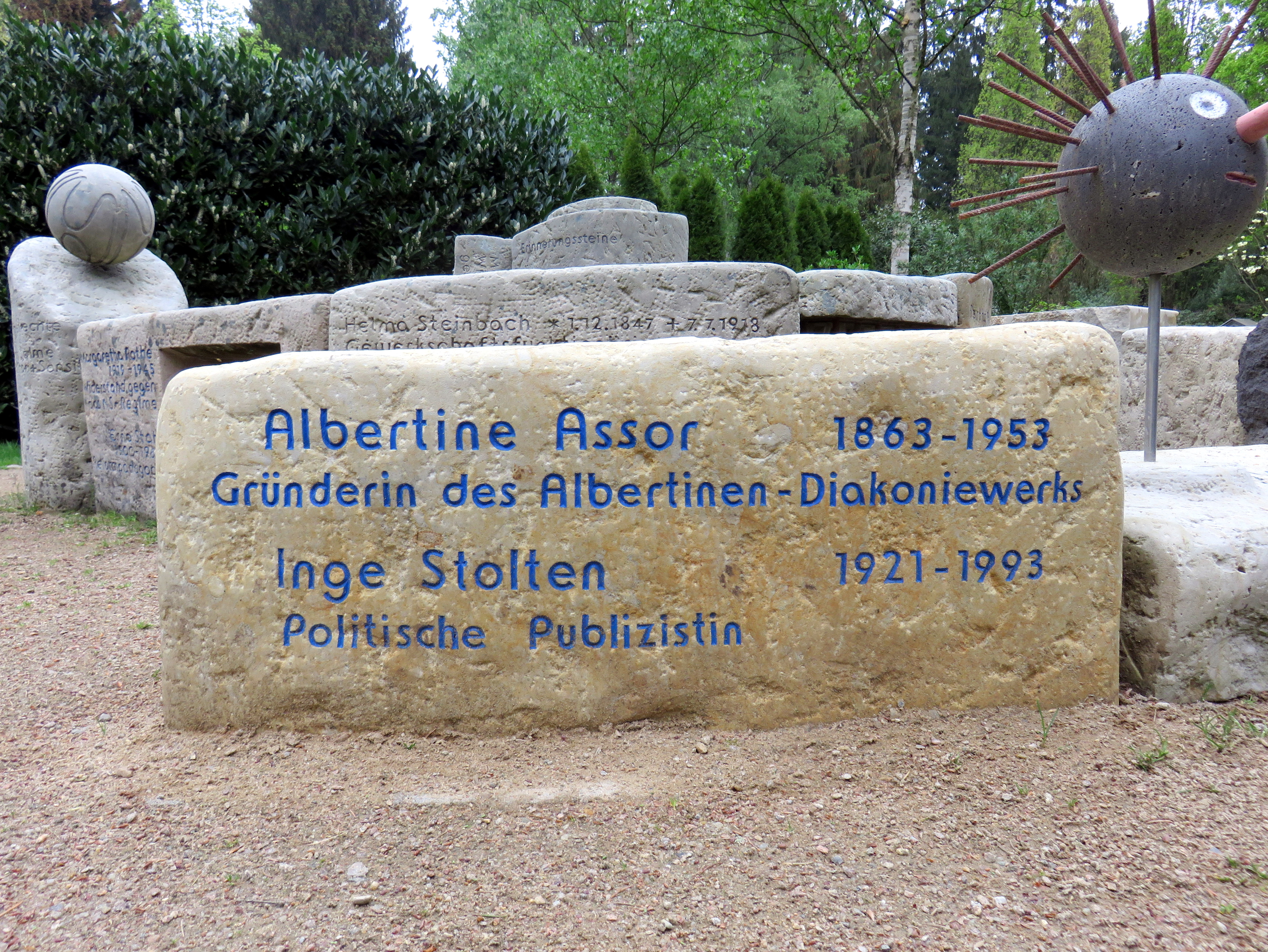
Inge Stolten, Erinnerungsstein (Erinnerungsspirale) im Garten der Frauen auf dem Friedhof Ohlsdorf

Gemeinsam mit Axel Eggebrecht, dem Hamburger Parteisprecher Horst Bethge und anderen initiierte sie die Wahlkampftour „Auch im Westen was Neues“ der PDS/Linke Liste zur Bundestagswahl 1990.
Am 14. Juli 1991 starb ihr Ehemann Axel Eggebrecht im Alter von 92 Jahren. Stolten wurde Landesvorstands-Sprecherin der Hamburger PDS und war von 1991 bis 1993 stellvertretende Vorsitzende der Bundes-PDS.
Inge Stoltens Nachlass befindet sich in der Staats- und Universitätsbibliothek Hamburg.
An Inge Stolten wird auf einem Gedenkstein im „Garten der Frauen“ auf dem Ohlsdorfer Friedhof in Hamburg erinnert. Im September 2022 wurde durch Senatsbeschluss der Fußweg zwischen der Ernst-Merck-Brücke und dem Ferdinandstor im Stadtteil Hamburg-Altstadt nach Inge Stolten benannt.

## Inhalte und Themen der Werke

### Autobiographisches Werk

#### Das Tagebuch der JuttaS.(1970)
In dem Schlüsselroman Das Tagebuch der Jutta S. (1970) erzählt Inge Stolten aus Sicht der Schauspielerin Jutta Satorius die Geschichte von deren Tuberkuloseerkrankung vom Tag der Diagnose im Mai 1956 bis zur Entlassung aus dem Lungensanatorium im Sommer 1957. Dabei lässt sie zahlreiche Weggefährten auftreten, so zum Beispiel Axel Eggebrecht („Rolf“), Hans Leipelt (im Klarnamen), Katharina und Maria Leipelt („seine Mutter“ und „seine Schwester“), Willy Maertens („der Star des Theaters“) und Charlotte Kramm („seine Frau“). Sie bezeichnete das Tagebuch selbst als „autobiographische[n] Roman“.
Mitten in den Verhandlungen über ein festes Engagement am Theater erfährt die 35-jährige Schauspielerin Jutta Satorius nach einer Routineuntersuchung, dass sie an Tuberkulose erkrankt ist. Entsetzt und überfordert versucht sie die „Armeleutekrankheit“ geheim zu halten, zunächst selbst vor ihrem Freund Rolf, den sie seit 15 Monaten kennt. Sie fürchtet den sozialen Abstieg: „Es war ein weiter Weg aus dem Hinterhof heraus. Zurück ist es nur ein Schritt.“
Daher bemüht sie sich, die erforderliche Luftkur heimlich auf ihrem Balkon durchzuführen, wird jedoch von den behandelnden Ärzten gedrängt, ihren Beruf aufzugeben und sich in Kur zu begeben. „Die Tuberkulose ist keine Krankheit, sondern ein Schicksal“, in das sie sich fügen müsse. Da sie nirgendwo fest angestellt ist, würde sie jedoch bei längerer Abwesenheit der Verlust ihrer Lebensgrundlage erwarten. Erst als sie erfährt, dass der Aufenthalt von der Krankenkasse finanziert wird, willigt sie in die Kur ein und zieht im November, sechs Monate nach der Diagnose, ins Sanatorium ein.
Die sieben Monate im Sanatorium sind durch den beständigen Wechsel von Fort- und Rückschritten in der Behandlung geprägt. Der Gemütszustand Juttas, den sie ausführlich protokolliert, schwankt demgemäß zwischen Zuversicht und Verzweiflung. Sie leidet zudem unter einem schlechten Gewissen gegenüber Rolf, der sie häufig besucht, und zugleich unter Eifersuchtsanfällen, in denen sie befürchtet, er hintergehe sie aus Frustration über ihren Zustand. Neben ihrem Innenleben widmet die Erzählerin viel Zeit der Beobachtung ihrer Mitpatienten. Sie schildert deren zahlreiche Liebschaften untereinander, die in einer orgienartigen Feier in der Silvesternacht 1956/57 gipfeln. Sie erlebt jedoch auch den Tod mehrerer Mitpatienten, den sie trotz ihrer Kriegserfahrungen als verstörend empfindet: „Ich war als Schauspielerin auf Fronttourneen, erlebte Straßenschlachten und Bombenangriffe. […] Minen gingen neben mir hoch. Der Zug, in dem ich saß, wurde beschossen. Länder wurden verwüstet, Städte fielen in Trümmer. Um mich herum starben Millionen. Aber ich habe noch nie einen Toten gesehen.“
Im Verlauf des Jahres 1957 verbessert sich ihr Zustand zunehmend, so dass sie im Frühsommer entlassen werden kann.
Die Aussicht, nicht mehr als Schauspielerin arbeiten zu können, beunruhigt sie nicht mehr so stark wie zu Beginn, zumal sie ohnehin unzufrieden mit ihrem Rollenrepertoire war. Das Buch endet mit der Fahrt Juttas und Rolfs nach Berlin, wo sie erstmals in eine gemeinsame Wohnung ziehen werden: „Rolfs Fröhlichkeit steckt mich an. Unser gemeinsames Leben, es existiert schon für ihn. Ich brauche meinen Part nur noch zu übernehmen. Das Stück ist da, die Rollen sind verteilt, die Probe kann beginnen.“
Eingewoben in die Haupthandlung sind Erinnerungen der Hauptfigur an ihre Kindheit und Jugend in Hamburg, den Selbstmord ihres Vaters, ihre Zeit als Schauspielerin während des Zweiten Weltkriegs und ihre Arbeit beim britischen Soldatensender in der frühen Nachkriegszeit. Sie werden jeweils durch Ereignisse in der Haupthandlung ausgelöst – zum Beispiel stoßen Jutta und Rolf bei einer Spazierfahrt auf die Jagdhütte, in der sie sich in den letzten Wochen des Zweiten Weltkrieges aus Angst vor Verfolgung versteckt gehalten hatte. Die Rückblenden decken sich, von Anonymisierungen abgesehen, mit den Erinnerungen Inge Stoltens, wie sie in ihren unverschlüsselt autobiographischen Werken Das alltägliche Exil und Nicht aus gutem Hause festgehalten sind. Lediglich von einigen Liebschaften wird ausschließlich im Roman berichtet. So wird „Jutta“ auf einer – auch in Das alltägliche Exil erwähnten – Silvesterfeier „zärtlich“ mit Hans Leipelt, von dessen Ermordung sie später erfahren muss: „Im Morgengrauen brachte Hans mich nach Hause. Wir küßten uns vor der Tür, dann ließ ich ihn gehen. Nicht ahnend, daß es für immer sein würde.“

#### Das alltägliche Exil(1982) undNicht aus gutem Hause(1981)
Das alltägliche Exil umfasst eine ausführliche Schilderung von Inge Stoltens Leben zwischen 1921 und 1948. Die autobiographische Erzählung Nicht aus gutem Hause (1981) wie auch die kürzeren Beiträge Ich kann mich an den Tag von Hitlers „Machtergreifung“ nicht erinnern (1981) und Staatliche Aufbauschule. Für die Nazis war unsere Schule eine Herausforderung (1985) stellen kondensierte Fassungen beziehungsweise Teilabschnitte des in Das alltägliche Exil Berichteten dar.
Allen gemeinsam ist die Schilderung ihrer Kindheit in Armut. In Das alltägliche Exil und Nicht aus gutem Hause beschreibt sie ausführlich das Milieu und die Nöte ihrer bald alleinerziehenden Mutter. Während Inge Stolten heute vorgeworfen werde, mit ihrer proletarischen Herkunft zu „kokettieren“, schämt sie sich als Kind für ihre Herkunft und ihre ärmliche Unterkunft, in die sie nie wagt, einen Schulkameraden einzuladen. Als die Klasse bei einem Rathausbesuch ein Porträt von Otto Stolten betrachtet, traut sie sich nicht, auf ihre Verwandtschaft mit dem Bürgermeister hinzuweisen, „zu groß schien mir wohl der Abstand zu unserem Leben“. Vor allem auf der Oberschule leidet sie unter dem Abstand zu den anderen Schülern, die meist der Mittelklasse entstammen, vertraut aber auch auf ihre intellektuellen Fähigkeiten: „Täglich erlebte ich es in der Schule, daß Besitz und Geist einander nicht bedingen.“
Größeren Raum erhält auch die Darstellung der schwierigen Beziehung zu ihrer Mutter, zu der sie keinen Zugang findet und vor der sie sich in ihrem Streben nach Bildung und Wohlstand missverstanden fühlt. Sie will die Putzfrau nicht als Vorbild nehmen und bewundert stattdessen die Prostituierten im nahegelegenen Rotlichtviertel: „Nutte wollte ich werden“.
Dadurch habe die Mutter sie, wie sie rückblickend feststellt, letztlich doch „entscheidend beeinflußt, denn ich wollte nicht werden wie sie, nicht schuften wie sie, nicht morgens vor fünf Uhr das Haus verlassen müssen, um Kontore zu putzen, um anderer Leute Dreck wegzumachen.“
Nur in Das alltägliche Exil hingegen berichtet sie ausführlicher von „uns jungen Leuten, die sehr viel später als Hamburger Zweig der Weißen Rose beschrieben wurden“. Sie schildert die Diskussionen im Freundeskreis, die sich auch um die Frage drehten, ob ein gewaltsamer Umsturz anzustreben sei. Es sei jedoch Konsens gewesen, dies nicht zu versuchen: „Es war die Angst vor einer neuen,Dolchstoßlegende‘. Nur die von außen herbeigeführte militärische Niederlage, meinten wir, könnte einen neuen Anfang ermöglichen. Viel zu klein, um etwas zu erreichen, schienen auch die Gruppen der Gegner.“

### Politisch-essayistisches Werk
Vor allem Inge Stoltens Radiobeiträge decken ein breites Spektrum von Themen ab, die von Glossen „Über das Braunwerden“ bis zur Situation von Fließbandarbeitern und Folgen der Technisierung reichten.
Drei Themen, denen sie sich wiederholt und vertieft widmete, waren die Aufarbeitung der Zeit des Nationalsozialismus, die Frage nach der gesellschaftlichen Bedeutung von Kinderlosigkeit sowie die Auslotung der Konsequenzen eines möglichen Rechts auf Sterbehilfe.

#### Aufarbeitung der NS-Zeit
Stolten flocht häufig politische Betrachtungen in ihren autobiographischen Erzählstrang ein, um anhand ihrer Erinnerungen zu veranschaulichen, „wie die Diktatur funktionierte“. So zeigt sie sich in Das alltägliche Exil verwundert über die Faszination, die Hitler auf die Massen ausübte, betont, dass das begangene Unrecht „vor aller Augen“ geschah, und kritisiert den Verdrängungsprozess, der in der Nachkriegszeit einsetzte: „Die Vergangenheit deckte bald ein bunter Wohlstandsteppich zu, auf dem sich auch Schuldige unbefangen bewegten.“ In kleineren Veröffentlichungen sorgt sie sich um das politische Desinteresse der Jugend, die als „sanfte Parka-Generation“ nur allzu leicht wieder verführbar wäre.
Sie befürchtet ein Wiedererstarken des Rechtsradikalismus durch die „versäumte Auseinandersetzung mit unserer Vergangenheit, in die so viele verstrickt waren.“

#### Fraueninteressen und gewollte Kinderlosigkeit
Die Streitschrift Kinderlos aus Verantwortung (1978) beruht auf zahlreichen Interviews mit Frauen und Männern aus verschiedenen Gesellschaftsschichten. Die Autoren wollen davor warnen, „allzu unbekümmert Kinder in die Welt zu setzen. Es ist ein Pamphlet gegen die,Wir-schaffen-das-schon‘-Mentalität“.
Neben historischen Abrissen über die Entwicklung der Konzepte,Kindheit‘ und,Mutterschaft‘, die sie beide für eine Erfindung der industrialisierten Gesellschaft halten, werden eine Reihe an Gründen für das Recht auf Kinderlosigkeit angeführt: Die konstatierte „Kinderfeindlichkeit“ in Deutschland, die steigende Selbstmordrate unter Jugendlichen, Kindesmisshandlung, die wachsende Weltbevölkerung, die hohen Kosten für Kindererziehung, vor allem aber das Recht der Frauen auf berufliche Selbstverwirklichung. Die Autoren schließen: „Kinderlosigkeit […] ist eine Herausforderung für eine Gesellschaft, die die Rechte des Kindes nur verbal proklamiert, die durch Versäumnisse die Unterdrückung der Frau aufrechterhält und den Mann zum Ernährer degradiert.“
Inge Stolten selbst hatte sich bewusst für die Kinderlosigkeit entschieden: „Kinder will ich nicht […]. Unschuldige hätten darunter zu leiden. Ausflüchte einer Egoistin? Mag sein.“
In der Einleitung zu Kinderlos aus Verantwortung begründet sie ihren Entschluss folgendermaßen:

„Meine Entscheidung, kinderlos zu bleiben, ist sehr früh gefallen. Die Gründe dafür sind bis heute im wesentlichen gleich geblieben. Eine kinderfeindliche Umwelt, kaum zu überwindende Schwierigkeiten, Kinder und Beruf zu vereinen, die ökonomische Abhängigkeit vom Mann und damit der Verlust der Selbständigkeit, mit all seinen Folgen auch für die Partnerschaft.
[…] In den fünfziger Jahren mußte ich mich endgültig entscheiden, ob ich ein Kind wollte oder nicht. Inzwischen hatte ich zu schreiben begonnen, befand mich auf dem Weg zu einem neuen Beruf, verließ das Theater, das letztlich nur ein Ausweg war. Schreibend konnte ich mehr tun: aufklären, ermutigen, Hilfen anbieten, Denkanstöße geben. Sollte ich darauf verzichten oder nur noch mit halber Kraft arbeiten, um ein Kind zu haben wie andere? Ich meinte nein. Nicht in dieser Gesellschaft, die zwar Mütter braucht, aber sie aus dem öffentlichen Leben herausdrängt.“

In der Neuauflage Keine Lust auf Kinder? (1988) fehlt diese Stellungnahme – überhaupt arbeiteten die Autoren den Text in großen Teilen um. Der Titel wurde, wie Stolten im Vorwort erklärt, geändert, weil der ursprüngliche als zu missverständlich empfunden worden war: „Paare mit Kindern halten wir nämlich keineswegs für verantwortungslos.“ Zahlreiche Passagen wurden modifiziert oder ganz gestrichen, wie beispielsweise die folgende Beobachtung: „Daß farbige Afrikaner hungern müssen, daß kleine Inder keine Aussicht auf Schulbildung haben […] – das sieht der Bundesbürger auf dem Fernsehschirm. Daß aber Kinder täglich in zu kleinen Wohnungen neben ihm gequält werden, daß überreizte Eltern ihre Kinder schlagen […] – das wird nicht gern wahrgenommen.“ Die entscheidende Schlussfolgerung des Buches blieb jedoch die gleiche: „Für Frauen, die ihren Beruf um keinen Preis aufgeben wollen, scheint Kinderlosigkeit die einzige Konsequenz.“
Stolten widmete sich auch in mehreren anderen Veröffentlichungen frauenrechtlichen Fragen. So bedauerte sie in einer Kurzbiographie über Lily Braun (1981), dass Mädchen heute noch immer den Beruf als „Durchgangsstation zur Ehe“ (ein Zitat Brauns) sähen. In einem Radiobeitrag zum Thema „Frauensprache – Männersprache“ (1985) stellte sie Forderungen zur geschlechtergerechten Sprache vor.

#### Sterbehilfe
Bereits als Zehnjährige war Inge Stolten durch den assistierten Suizid des Vaters mit dem Thema Sterbehilfe konfrontiert. In ihren Erinnerungen schilderte sie den Streit, der zwischen den Eltern entbrannte, als die Mutter dem Vater Sterbehilfe verweigerte, und beschreibt die Reflexionen des Kindes über das mögliche Recht des Vaters auf den Tod: „Von Tabletten ist da die Rede und von der Frau, die sie bestimmt beschaffen könne, wenn meine Mutter es nur wolle. Sie zögert offensichtlich, und ich weiß nicht, ob ich mich darüber freuen soll oder ob wir ihn nicht sterben lassen müßten, wo er es doch so sehr wünscht“. 1970 und 1980 hat sie das Thema in zwei umfangreichen Radiofeatures für den NDR bearbeitet, in denen sie Argumente zusammenstellte und für eine Enttabuisierung plädierte.

## Werke

### Theaterarbeiten (Auswahl)
| Jahr | Titel                                                             | Rolle             | Theater                                                                     | Regisseur             |
| ---- | ----------------------------------------------------------------- | ----------------- | --------------------------------------------------------------------------- | --------------------- |
| 1941 | Protektion! (von Gustav Davis)                                    | Anny              | Schauspielhaus Hamburg                                                      | Robert Meyn           |
| 1942 | Wenn der junge Wein blüht (von Björnstjerne Björnton)             | Anna              | Schauspielhaus Hamburg                                                      | Gerhard Bünte         |
| 1942 | Donna Diana (von Agustín Moreto)                                  | Donna Fenisa      | Schauspielhaus Hamburg                                                      | Robert Meyn           |
| 1942 | Kabale und Liebe (von Friedrich Schiller)                         | Luise             | Kriegsmarine-Fronttheater Ost III                                           | Paul Thiele           |
| 1943 | Das Dorf bei Odessa (von Herbert Reinecker)                       | Annamaria         | Schauspielhaus Hamburg                                                      | Gerhard Bünte         |
| 1943 | Das Mädchen Till (von Wolfgang Gondolatsch und Alexander Deißner) | Mädchen Till      | Theater der Nationalsozialistischen Gemeinschaft Kraft durch Freude (Minsk) | Ulrich von der Trenck |
| 1943 | Der Kaufmann von Venedig (von William Shakespeare)                | Nerissa           | Theater der Nationalsozialistischen Gemeinschaft Kraft durch Freude (Minsk) | Aenne Wogritsch       |
| 1946 | Wie es euch gefällt (von William Shakespeare)                     | Rosalinde         | Neues Stadttheater Kiel                                                     | Bernhard Minetti      |
| 1946 | Ein Spiel von Tod und Liebe (von Romain Rolland)                  | Lodoïska Carizier | Neues Stadttheater Kiel                                                     | Carl Werckshagen      |
| 1947 | Des Teufels General (von Carl Zuckmayer)                          | Anne Eilers       | Neues Stadttheater Kiel                                                     | Volker Soetbeer       |
| 1953 | Zehn Kleine Negerlein (von Agatha Christie)                       | Vera Claythorn    | Das Junge Theater Hamburg                                                   | Gerlach Fiedler       |
| 1955 | Penthesilea (von Heinrich von Kleist)                             | Asteria           | Schauspielhaus Hamburg                                                      | Heinrich Koch         |
| 1955 | Die Räuber (von Friedrich Schiller)                               | Amalia            | Schauspielhaus Hamburg                                                      | Günter Meincke        |

### Filmografie
| Jahr | Titel                                     | Rolle                                 |
| ---- | ----------------------------------------- | ------------------------------------- |
| 1954 | Im sechsten Stock (TV)                    | „Frau Loliau“                         |
| 1953 | Die Geishas des Captain Fisby (TV)        | „Geisha Lotusblume“                   |
| 1958 | Der Mann, der nicht nein sagen konnte     | „Fürsorgerin“                         |
| 1967 | Der Röhm-Putsch (TV)                      | Drehbuchautorin (mit Axel Eggebrecht) |
| 1967 | In Sachen Erzberger gegen Helfferich (TV) | Drehbuchautorin (mit Axel Eggebrecht) |

- 1980: Sylvester kann verschwinden

### Radiobeiträge (Auswahl)
| Sendedatum        | Sender | Titel | Rolle               |
| ----------------- | ------ | --- | ------------------- |
| 30. Oktober 1952  | NWDR   | Draußen vor der Tür (von Wolfgang Borchert) (Hörspiel)                                                                            | „Die Tochter“       |
| 17. März 1953     | RB     | Unternehmen Katharina (von Rudolf Grunert) (Hörspiel)                                                                             | „Esther“            |
| 7. Dezember 1955  | NWDR   | Der Mensch aber ist gut (von Julien Green) (Hörspiel)                                                                             | „Frau Berg“         |
| 18. November 1962 | NDR    | Wofür sie lebten und wofür sie starben: Ein Gespräch nach dem Tode (Hörspiel)                                                     | Autorin             |
| 2. November 1964  | NDR    | „Lehrlinge von heute für die Welt von morgen“: Eine Sendung über das vom Bundestag beschlossene Berufsausbildungsgesetz (Feature) | Autorin, Sprecherin |
| 30. August 1966   | WDR    | Eine Zensur findet nicht statt: Kritische Erörterung einer umstrittenen Frage (Feature)                                           | Autorin, Sprecherin |
| 14. April 1970    | NDR    | Das Recht auf den Tod: Überlegungen (Feature)                                                                                     | Autorin, Sprecherin |
| 5. Dezember 1973  | NDR    | Es geschah am 8. Mai 1945 (Schulfunk)                                                                                             | Autorin, Sprecherin |
| 12. Juni 1973     | NDR    | Geburt – noch immer ein Risiko: Mütter- und Säuglingssterblichkeit in der Bundesrepublik. Ein Bericht (Feature)                   | Autorin, Sprecherin |
| 12. November 1974 | NDR    | Die berufstätigen Frauen: Menschen zweiter Klasse (Feature)                                                                       | Autorin, Sprecherin |
| 3. November 1977  | NDR    | Akkord im Büro: Ein Bericht über die Situation der Angestellten (Feature)                                                         | Autorin, Sprecherin |
| 6. April 1978     | NDR    | Partnerschaft ohne Babyzwang: Überlegungen, kinderlos zu bleiben (Feature)                                                        | Autorin, Sprecherin |
| 7. August 1980    | NDR    | Der aussortierte Mensch: Gedanken über die Leistungsgesellschaft (Feature)                                                        | Autorin, Sprecherin |
| 27. November 1980 | NDR    | Das Recht auf den Tod (Feature)                                                                                                   | Autorin, Sprecherin |
| 13. November 1981 | NDR    | Alltag 1933–1939: Eine Jugend im Dritten Reich (Hörspiel)                                                                         | Autorin             |
| 26. Februar 1985  | NDR    | Männersprache – Frauensprache (Feature)                                                                                           | Autorin, Sprecherin |
| 10. März 1985     | NDR    | Computer im Wohnzimmer: Über neue Arbeitsplätze (Feature)                                                                         | Autorin, Sprecherin |

### Buchveröffentlichungen und ausgewählte Aufsätze
- Inge Stolten: Das Tagebuch der Jutta S. Bericht einer Heilung. Kurt Desch, München 1970.
- Thomas Ayck/Inge Stolten: Kinderlos aus Verantwortung. Rowohlt, Reinbek 1978.
- Inge Stolten: Alltag im Nationalsozialismus. In: Orientierung. Berichte und Analysen aus der Arbeit der Evangelischen Akademie Nordelbien. Bd. 4. Hamburg/Bad Segeberg 1979, S. 40–42.
- Inge Stolten: Die sanfte Parka-Generation. In: Christel Schütz (Hrsg.): Das neue Narrenschiff. Erzählungen für junge Leute. Fischer Taschenbuch, Frankfurt a. M. 1980.
- Inge Stolten: Ich kann mich an den Tag von Hitlers „Machtergreifung“ nicht erinnern. In: Charles Schüddekopf (Hrsg.): Der alltägliche Faschismus. Frauen im Dritten Reich. J.H.W. Dietz Nachf., Berlin/Bonn 1981, S. 142–161.
- Inge Stolten: Lily Braun. In: Hans Jürgen Schulz (Hrsg.): Frauen. Porträts aus zwei Jahrhunderten. Kreuz, Stuttgart 1981, S. 212–225.
- Inge Stolten (Hrsg.): Der Hunger nach Erfahrung. Frauen nach ‘45. J.H.W. Dietz Nachf., Berlin/Bonn 1981.
- Inge Stolten: Nicht aus gutem Hause. In: Inge Stolten (Hrsg.): Der Hunger nach Erfahrung. Frauen nach ‘45. J.H.W. Dietz Nachf., Berlin/Bonn 1981, S. 61–82.
- Inge Stolten: Das alltägliche Exil. Leben zwischen Hakenkreuz und Währungsreform. J.H.W. Dietz Nachf., Berlin/Bonn 1982.
- Inge Stolten (Hrsg.): Der Hunger nach Erfahrung. Frauen nach 1945. Fischer Taschenbuch, Frankfurt a. M. 1983.
- Inge Stolten: Staatliche Aufbauschule. Für die Nazis war unsere Schule eine Herausforderung. In: Ursel Hochmuth / Hans-Peter de Lorent (Hrsg.): Hamburg: Schule unterm Hakenkreuz. Beiträge der „Hamburger Lehrerzeitung“ (Organ der GEW) und der Landesgeschichtskommission der VVN/Bund der Antifaschisten. HLZ, Hamburg 1985, S. 46–50.
- Thomas Ayck/Inge Stolten: Keine Lust auf Kinder? Eine politische Streitschrift. Rowohlt, Reinbek 1988.
- Inge Stolten: Links von der SPD. In: Zeitschrift zur Erneuerung der Politik 11, 3. November 1990, S. 9.